# Spermophilus dauricus
Spermophilus dauricus або ховрах даурський — гризун з родини Вивіркові (Sciuridae), один з представників роду Spermophilus.

## Середовище проживання
Поширений на північному сході Китаю, а також в Монголії і Забайкаллі. В Китаї поширений в таких провінціях: Хебей, Пекін, Тяньцзінь, Хенань і Шаньдун. Підвид Spermophilus dauricus ramosus поширений в провінціях Цзілінь, Хейлунцзян, Ляонін а також на сході Внутрішньої Монголії і Шаньсі.

## Опис
Це невеликий ховрах, зовні схожий на ховраха європейського. Довжина тіла становить від 16,5 до 27 см; довжина хвоста від 4 до 6,5 см. Важить від 165 до 265 грам. Спина світлого, жовтувато-сірого кольору, на голові і під очима плями темнішого кольору, горло біле, живіт жовтувато-палевий, боки жовтувато-сірі, хвіст має жовтий кінець, а перед ним помітна темна смуга. Підошви передніх лап голі, задніх-волохаті. Шерсть коротка і груба влітку; взимку довша і м'якіша. В каріотипі 36 хромосом.

## Біологія
Ховрах мешкає у полинних і злакових рівнинних степах; мешкає і на краю пустелі Гобі. Риє прості нори, зазвичай лише з двома виходами. Може займати нори інших гризунів, таких як бабаків і даурських пискух. Сплячка триває до середини квітня. майже одразу по пробудженню починається період спарювання. Вагітність триває місяць, у виводку 5-8 дитинчат. Харчуюються зеленими частинами рослин, насінням і зерном, а також у значній кількості комахами і личинками. Статевої зрілості досягають у два роки. 